# 胡安娜三世
阿尔布雷的胡安娜（法語：Jeanne d'Albret；1528年11月16日—1572年6月9日），又稱為胡安娜三世（法語：Jeanne III），是1555年至1572年期間納瓦拉王國的女王。她與旺多姆公爵安托萬·德·波旁結婚，並生下了波旁的亨利——未來的納瓦拉國王亨利三世與首位波旁王朝法國國王亨利四世；而這次婚姻亦令她獲得旺多姆公爵夫人的稱呼。
她是公認法國為「胡格諾派」信徒的精神和政治領袖，也是法國宗教戰爭的關鍵人物。

## 生平

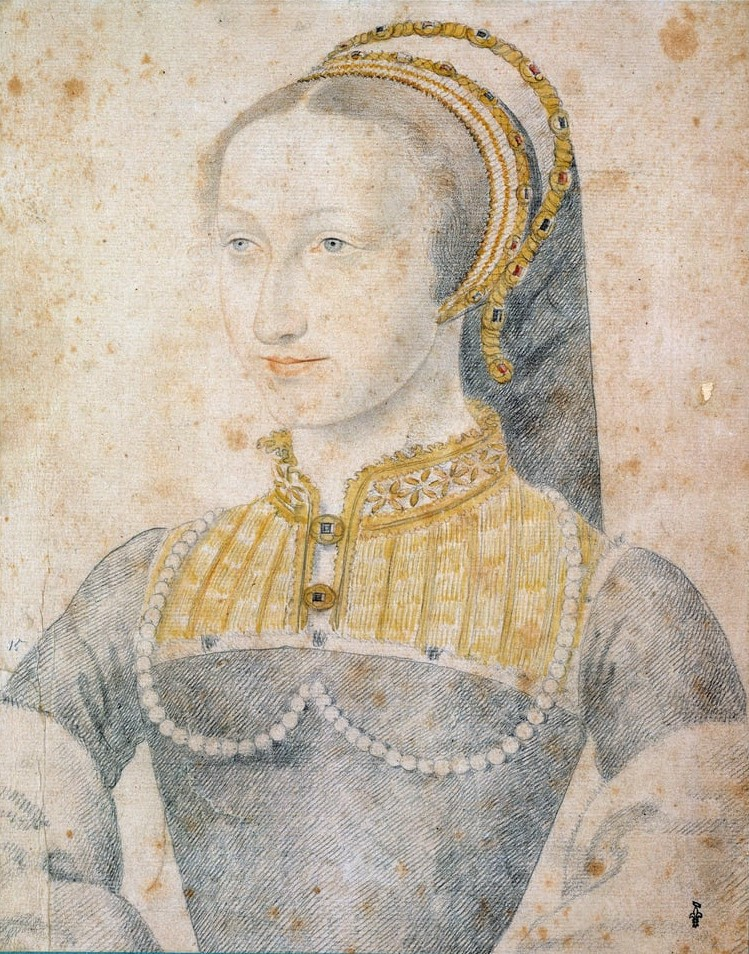
16世紀胡安娜的肖像畫

胡安娜在1528年11月16日下午五點出生於聖日耳曼昂萊城堡，父親是納瓦拉國王恩里克二世；母親瑪格麗特是法蘭西國王弗朗索瓦一世的姐姐。翌年1月7日，法國王室正式公布胡安娜誕生的消息；作為慶祝，國王宣布每個有行會的城市，都能新增一位管理者名額。兩歲起，胡安娜在舅父的安排下離開父母，居住在普莱西莱图尔城堡，並接受文藝復興人文主義教育。神聖羅馬帝國皇帝查理五世曾提議讓胡安娜和他的繼承人費利佩結婚，以鞏固自己在納瓦拉的統治。1541年，弗朗西斯一世在政治考量下，她被安排同于利希-克萊沃-貝格公爵威廉結婚，他是亨利八世前妻克莱沃的安娜的弟弟；但是胡安娜堅持反對，甚至被蒙莫朗西公爵強制抬進去參加結婚典禮。在結婚前，她指示兩位她的臣子簽署兩份文件，表明這場婚姻違背意願，將來也不會讓步。四年後，威廉和皇帝達成和議，廢止和法蘭西的同盟並得到海爾德公國，同時以胡安娜被迫結婚為由宣布婚姻無效。
弗朗西斯一世在1547年過世。1548年，胡安娜再嫁給旺多姆公爵安托萬。1555年她繼承了父親的納瓦拉王位，當1559年法國與西班牙的和平條約簽訂後，大量操法語的瑞士喀爾文派傳教士，從日內瓦來到法國傳教，民眾反應熱烈，迅速宣誓結盟，產生了一大批被稱為「胡格諾派」（胡格諾派）的法國新教徒。胡安娜保護她轄下的胡格諾派臣民，1560年自己也皈依了新教，並感化其丈夫安托萬一同成為胡格諾。安托萬很快被視為新教徒的主要領導人，並有弟弟孔代親王路易一世的軍事實力作為後盾。
但是，搖擺不定的安托萬不久被王室及天主教狂熱派領袖吉斯家族收買，轉而反對自己的家庭和胡格諾派；胡安娜被迫逃離丈夫，而安托萬在1562年的魯昂圍攻時中流彈死亡。喪夫後，胡安娜隨即下令驅逐納瓦拉的天主教神父、禁止在贝阿恩舉行天主教彌撒。面對教宗的威脅，她毫不妥協，並挫敗了幾次陰謀與叛亂；譬如教宗曾計畫綁架胡安娜送去西班牙的宗教裁判所囚禁，又宣布胡安娜是異端，宣稱沒收王國領地財產、任何人可以取而代之，不過因法王查理九世及王太后凯瑟琳·德·美第奇抵制而不了了之。1567年她頒布一項法令，在納瓦拉王國確立了對胡格諾派的信仰。1568年，她決心聯合拉羅歇爾的新教徒並帶著家人前往拉羅歇爾避難，成功將拉羅歇爾打造為新教徒的大本營，自己則為其中的靈魂人物。她同時將一支由加斯科涅人和贝阿恩人組成的四千軍隊派往夏朗頓，並將自己年僅14歲的兒子亨利派往前線，作為小叔孔代親王路易的助手；在部隊臨行前，她親手替兒子整理戎裝。1569年孔代戰死後，亨利與孔代親王之子被確認為新教軍的合法領袖。期間，她主導拉羅歇爾，掌管了財政、軍務、情報收集與紀律維持的工作，並以外交手腕與外國新教勢力結盟，得到源源不絕的幫助。她用自己的珠寶向英國女王伊莉莎白一世貸款以支持新教事業，並收納、安置了大量逃難到拉羅歇爾的新教徒，給予他們生存空間，又在拉羅歇爾設立一所新教神學院，招攬法國胡格諾派門徒前來講學。

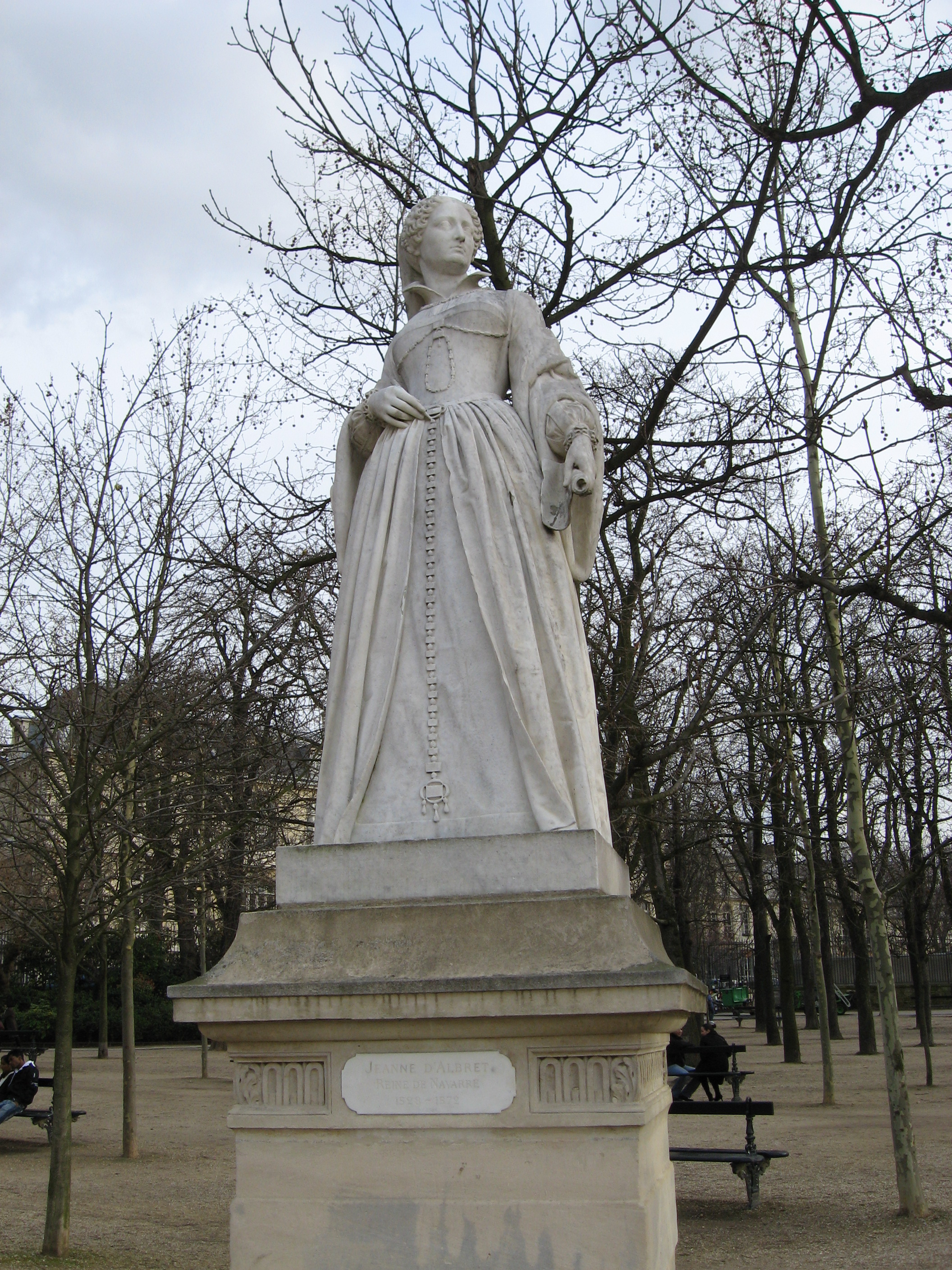
胡安娜三世的雕像，坐落於巴黎法國王后與著名女性的雕像區

1570年給予胡格諾重大優待的聖日耳曼和約簽訂，其中一項條款是政治婚姻，胡安娜的兒子亨利將與國王查理九世的妹妹瑪格麗特公主結婚，因此她應王太后凯瑟琳·德·美第奇的邀請巴黎宮廷協商。1572年胡安娜到達巴黎之後，胡安娜身体欠佳、抱怨右手痠痛，在兒子婚禮前兩個月的6月9日去世，享年45歲；盛傳凯瑟琳授意香水師勒內·比安基在給胡安娜的香水手套中下毒，不過後來的驗屍表明胡安娜确实是自然死亡。舉行葬禮後，送葬隊伍抬棺行經旺多姆的街道，將胡安娜與丈夫安托萬合葬；兩百多年後，其墓毀於法国大革命。

## 寫作
胡安娜三世和母親一樣擅長寫作、喜歡寫詩，擔任「胡格諾派」領袖時，就已經開始編寫自己回憶錄。

## 頭銜

### 從家族獲得
- 纳瓦拉女王（1555－1572）
- 阿爾布雷女公爵（英语：Duke of Albret）（Duchess of Albret；1555－1572）
- 利摩日女伯爵（Countess of Limoges；1555－1572）
- 富瓦女伯爵（Countess of Foix；1555－1572）
- 阿馬尼亞克女伯爵（Countess of Armagnac；1555－1572）
- 比戈爾女伯爵（Countess of Bigorre；1555－1572）
- 佩里戈爾女伯爵（Countess of Périgord；1555－1572）
- 安道爾共治大公（Co-Prince of Andorra；1555－1572）

### 從婚姻獲得
- 于利希-克萊沃-貝格公爵夫人（Duchess of Jülich-Cleves-Berg；1541－1545）
- 旺多姆公爵夫人（Duchess of Vendôme；1550－1562）
- 博蒙特公爵夫人（Duchess of Beaumont；1550－1562）
- 馬爾勒伯爵夫人（Countess of Marle；1548－1562）
- 拉費爾伯爵夫人（Countess of La Fère；1548－1562）
- 蘇瓦松伯爵夫人（Countess of Soissons；1550－1562）

## 延伸閱讀
- Babelon, Jean-Pierre. . Paris: Fayard. 1982. ISBN 2-213-01201-6.

## 外部連結
- . . 1921.

| 胡安娜三世 阿爾布雷王朝出生于：1528年11月16日逝世於：1572年6月9日 | 胡安娜三世 阿爾布雷王朝出生于：1528年11月16日逝世於：1572年6月9日                                             | 胡安娜三世 阿爾布雷王朝出生于：1528年11月16日逝世於：1572年6月9日 |
| 統治者頭銜                                                        | 統治者頭銜 | 統治者頭銜                                                        |
| ----------------------------------------------------------------- | --- | ----------------------------------------------------------------- |
| 前任者： 恩里克二世                                               | 纳瓦拉女王 富瓦女伯爵 1555年5月25日－1572年6月9日 與安托萬·德·波旁同時在任 （1555年5月25日 – 1562年11月17日） | 繼任者： 亨利（恩里克）三世                                       |